# Видебек, Мария
Мария Видебек (швед. Maria Widebeck, полное имя Maria Cecilia Widebeck; 1858—1929) — шведская художница по текстилю и иллюстратор.

## Биография
Родилась 1 марта 1858 года в Стренгнесе, в многодетной семье священника Сэмюэля Уайдбека и его жены Каролины Ульрики, урождённой Экмарк.
С 1880 по 1885 год Мария изучала декоративно-прикладное искусство в стокгольмском колледже Констфак. Там она познакомилась с однокурсницей Карин Вестберг, которая стала её другом на всю жизнь. Вместе они основали текстильную компанию Widebeck och Wästbeck (выпускала продукцию с логотипом WW), которой управляли всю оставшуюся жизнь.
С 1887 года она работала дизайнером моделей в ассоциации Handarbetets vänner. Благодаря полученному гранту, вместе с Карин Вестберг в 1891 году совершила поездку в Англию, где находилась в течение трёх месяцев. Мария и Карин проявили особый интерес к работе текстильного дизайнера Уильяма Морриса, впоследствии переняв его подход к декоративно-прикладному искусству, продолжив работать в Швеции. Уже в конце 1880-х годов сотрудничество с Вестберг привело к получению призов на различных выставках, включая второй приз за стеклянный графин для воды в 1886 году и первый приз за витраж в 1890 году.
Вместе с Карин Вестберг Мария Видебек была представлена на многих выставках, включая выставку Шведского общества ремесел в 1892 году, Художественно-промышленной выставку в 1897 году, выставку ассоциации шведских художников в 1898 году, выставку Северного музея в 1902 году (все — в Стокгольме); а также другие выставки в Гётеборге и в Мальмё.
В 1905 году Видебек была назначена директором музея и архивов ассоциации Handarbetets vänner. Помимо текстильного дизайна, она работала со стеклом, оформляла элементы мебели. О ней, как иллюстраторе, свидетельствуют около 4000 рисунков фамильных гербов, содержащихся в книге Карла  Клингспора «Sveriges ridderskaps och adels vapenbok».
Умерла 5 мая 1929 года в Стокгольме, была похоронена на старом городском кладбище Gamla kyrkogården.
Работы Марии Видебек находятся в Музее северных стран, Музее шведской армии, Халльвюльском музее и музее Сёрмланда.